# NGC 2300
NGC 2300 (другие обозначения — UGC 3798, MCG 14-4-31, ZWG 362.43, KCPG 127B, ZWG 363.29, ARP 114, PGC 21231) — линзовидная галактика в созвездии Цефея. Открыта Альфонсом Борелли в 1871 году, удалена от Земли на 85—90 миллионов световых лет.
В паре с NGC 2276 входит в Атлас пекулярных галактик как Arp 114. Гравитационное взаимодействие этой пары галактик привело к искривлению юго-восточной части NGC 2276. Галактики разделены как минимум на 70 килопарсек, их наиболее тесное сближение произошло приблизительно 85 миллионов лет назад. Галактика NGC 2300 входит в состав группы галактик NGC 2276, также называемой группой галактик NGC 2300.
Этот объект входит в число перечисленных в оригинальной редакции «Нового общего каталога».